# Green Bay (Wisconsin)
Green Bay è una città degli Stati Uniti d'America, capoluogo della Contea di Brown, nello Stato del Wisconsin. È situata a circa 200 km a nord di Milwaukee.
In base a una stima del 2017, Green Bay ha una popolazione di 105 116 abitanti. L'area metropolitana di Green Bay, al censimento del 2010, comprendeva circa 200 000 abitanti. La città costituisce il centro dell'area metropolitana statistica di Green Bay, definita dallo United States Census Bureau, e comprendente l'intera Contea di Brown (popolazione nel 2017 circa 240.000).
La città è un porto della baia di Green Bay, un ramo del Lago Michigan. A Green Bay hanno sede il National Railroad Museum, il Neville Public Museum, e la University of Wisconsin-Green Bay.
Esiste un'altra località che porta il nome di Green Bay, situata parecchi chilometri a nord est della città, ma che ha lo status di town e non di city.
La squadra professionistica di football americano dei Green Bay Packers ha sede a Green Bay dal 1919. La città è di gran lunga la più piccola negli Stati Uniti a essere sede di una franchigia NFL, se si escludono i New England Patriots e i Washington Commanders che non hanno sede nelle città di Boston e Washington, ma in cittadine dei sobborghi (Foxborough di 16 000 abitanti, e Landover di 22.000). Green Bay è soprannominata Titletown, USA per il grande numero di titoli della NFL (13) vinti dalla sua squadra. Dal 2003 è sede anche di una squadra di football a 8, i Green Bay Blizzard.

## Storia

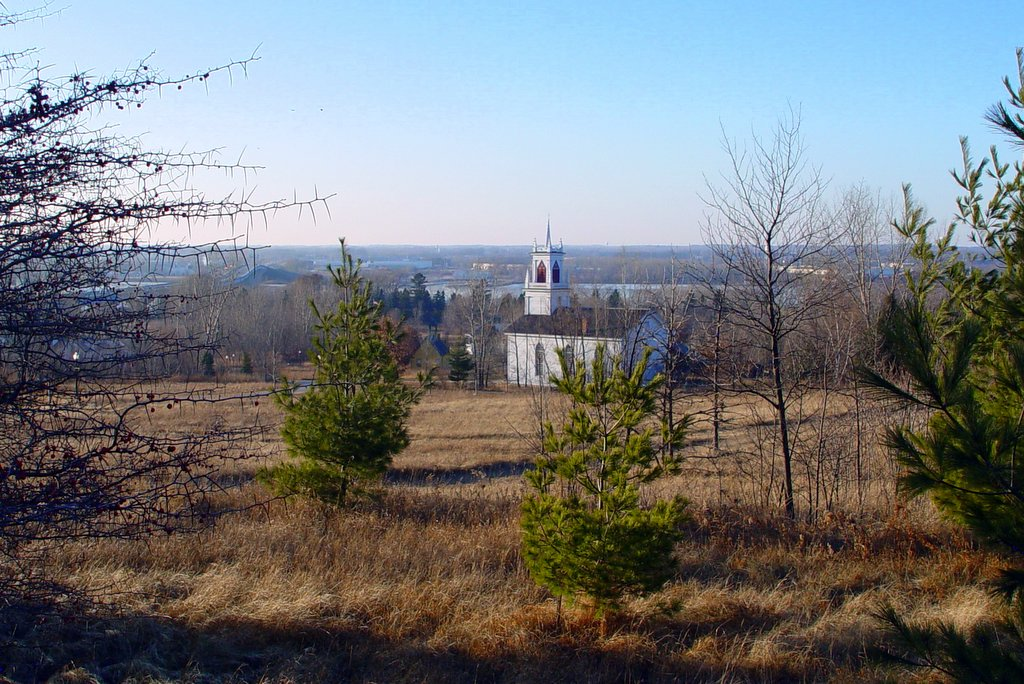
Heritage Hill State Park a Green Bay

Un piccolo insediamento commerciale fu fondato in quest'area nel 1634 dall'esploratore franco-canadese Jean Nicolet. Nel 1671 vi si stabilì una missione gesuita; all'epoca l'insediamento era conosciuto coi nomi francesi di La Baye o La Baie des Puants. Un forte fu costruito nel 1717. Fu costituita in municipalità nel 1754, e passò sotto il controllo britannico nel 1761. A mano a mano che i coloni britannici vi si stabilivano, superando in numero quelli francesi, il nome "Green Bay" divenne sempre più comune. Nel 1783 la città divenne parte degli Stati Uniti d'America.
L'Esercito degli Stati Uniti costruì Fort Howard sulle rive del fiume Fox nel 1816. Il primo giornale del Wisconsin, il Green Bay Intelligencer, fu pubblicato qui a partire dal 1833.
Nel 1850 Green Bay aveva una popolazione di appena 1 923 persone. Nel 1854 ottenne lo status di città. La ferrovia fu costruita negli anni '60 del XIX secolo. Nel 1950 la città aveva una popolazione di 52 735 abitanti.

## Geografia fisica
La città si trova all'estremità dell'omonima baia del lago Michigan, e alla foce del fiume Fox, a un'altitudine di 177 metri. Secondo lo United States Census Bureau, la città ha una superficie totale di 140,7 km², di cui 27,1 km² occupati da acque interne, che costituiscono quindi il 19,2% della superficie cittadina.

## Infrastrutture e trasporti
Green Bay, servita dall'Aeroporto internazionale Austin Straubel, è stata a lungo la sede centrale della compagnia ferroviaria Green Bay and Western Railroad (1896-1993).
L'azienda di trasporto pubblico di Green Bay si chiama Green Bay Metro (chiamata precedentemente Green Bay Transit).

## Società

### Religione
La città è sede della diocesi cattolica di Green Bay, suffraganea dell'Arcidiocesi di Milwaukee. Nel 2000, il 71,5% degli abitanti di Green Bay era di religione cattolica, il 16,4% luterano, e quasi tutto il rimanente 12% appartenente ad altre chiese protestanti.

## Monumenti e luoghi d'interesse
- Bay Beach Amusement Park
- Bay Park Square Mall
- Cofrin Memorial Arboretum
- Green Bay Botanical Garden
- Lambeau Field, stadio dei Green Bay Packers
- Meyer Theater
- National Railroad Museum
- Neville Public Museum
- Università del Wisconsin, Green Bay (UWGB)
- Weidner Center
- Northeast Wisconsin Technical College (NWTC)
- Heritage Hill State Park
- KI Convention Center
- Northeastern Wisconsin Zoo